# Анальная мастурбация
Анальная мастурбация — эротическая стимуляция ануса или прямой кишки. К распространённым способам анальной мастурбации относятся: ручная стимуляция анального отверстия (фингеринг), введение предметов, среди которых могут быть как бытовые (что может причинить травмы кишечнику), так и секс-игрушки.
Понятие «анальный стимулятор» относится к изделиям из различных материалов, имеющим самые разнообразные размеры и формы: пробки, шарики, бусины, массажёры (в том числе простаты), цепочки, ёлочки, вибраторы, пульсаторы, бутылки. Отличительным условием от обычных стимуляторов являются характеристики, пригодные для целевого использования (анальной стимуляции)

## Техника
Удовольствие от анальной мастурбации обязано нервным окончаниям, расположенным в анальной области и в прямой кишке.
У мужчин генитальный оргазм связан с нормальным функционированием гладких мышц, окружающих простату, и мышц тазового дна. Анальная мастурбация может быть особенно приятной для людей со здоровой простатой, потому что она может стимулировать эту область и в ней имеются чувствительные нервные окончания. Некоторые мужчины полагают, что качество их оргазма значительно улучшается при использовании анальной пробки или другого предмета введённого в анус во время секса. Для мужчин характерно, что пассивному партнёру сложно достичь оргазма исключительно от анального секса.
Некоторые женщины также занимаются анальной мастурбацией. Альфред Кинси в «Половое поведении самки человека» утверждает, что «существуют другие способы мастурбации, к которым прибегают регулярно или время от времени примерно 11 % женщин из выборки … в анус вводятся клизмы и другие предметы».
При необходимости перед анальной мастурбацией в целях гигиены применяют клизму или анальный душ. Но как Кинси отмечает выше, клизмы можно использовать как форму анальной мастурбации, сексуальное возбуждение от клизмы называется клизмофилия.
Чаще всего в анус вводятся такие предметы, как анальные пробки, анальные шарики, фаллоимитаторы, вибраторы и пальцы.

## Меры безопасности
Введение предметов в анус небезопасно. Эта область нежная и стенки кишечника не чувствуют боли, для удаления предметов, введённых слишком далеко, может потребоваться хирургическое вмешательство (даже без травм). Небезопасные методы анальной мастурбации наносят вред и могут закончиться в отделении неотложной помощи больницы.

### Объекты

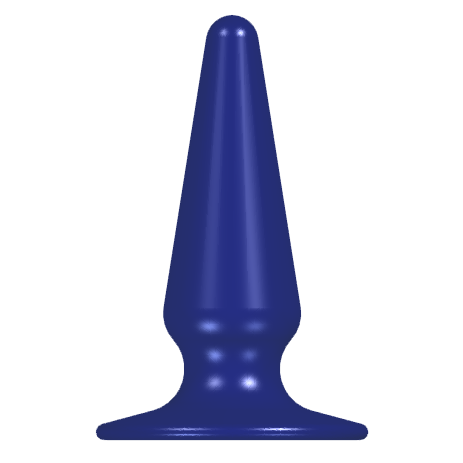
У анальных пробок часто широкая основа и нет швов

Некоторые анальные стимуляторы преднамеренно делают с ребристой или волнистой поверхностью для повышения удовольствия и стимуляции секса. Стимуляция прямой кишки предметом с грубыми краями или пальцами (в целях медицинской стимуляции дефекации или по другим причинам) может привести к разрыву стенки прямой кишки, особенно если на пальцах длинные ногти. У овощей острые края, на их поверхности могут быть микроорганизмы, которые могут привести к инфекции, если овощи предварительно не продезинфицировать.

### Риск кровотечения
Незначительные травмы, которые вызывают кровотечение прямой кишки, представляют определённый риск и часто требуют лечения. Травма может быть сдержана прекращением анальной стимуляции при первых признаках, как кровотечение или боль. Хотя незначительное кровотечение может прекратиться само по себе, лица с серьёзными травмами, проблемами со свёртыванием крови или другими факторами могут столкнуться с серьёзным риском и нуждаться в медицинской помощи.
Длительное или сильное кровотечение может указывать на опасную для жизни ситуацию, поскольку может быть повреждена кишечная стенка, что приводит к повреждению внутренней полости брюшины и перитониту, который может привести к летальному исходу. Осторожное использование предметов без острых краев или шероховатых поверхностей снижает риск повреждения кишечной стенки.
Лечение постоянного или сильного кровотечения требует обращение в отделение неотложной помощи для применения сигмоидоскопии и прижигания, чтобы предотвратить дальнейшую кровопотерю. Другие легко обнаруживаемые признаки того, что в результате кровопотери срочно требуется медицинское вмешательство — это учащённое сердцебиение, общее ощущение слабости и потеря удовольствия от полового акта.

### Инородное тело в прямой кишке
Анальные пробки, как правило, имеют широкое основание для предотвращения полного введения, они должны быть тщательно продезинфицированы до и после использования. Секс-игрушки, включая предметы для ректального введения, не должны использоваться совместно, чтобы минимизировать риск заболеваний. Такие предметы, как лампочки или что-либо хрупкое, например, стеклянные или восковые свечи, опасно использовать при анальной мастурбации, так как они могут разбиться, приводя к очень опасным медицинским случаям.
Некоторые объекты могут оказаться под нисходящей ободочной кишкой, и их может быть очень трудно удалить. Такие инородные тела не должны оставаться внутри. Если предмет не выходит сам по себе, требуется медицинская помощь. Рекомендована немедленная помощь, если предмет не специальная ректальная игрушка, такая как пробка или что-либо мягкое, например, если он слишком твёрдый, слишком большой, имеет выступы, слегка острые края или если наблюдаются признаки травмы (кровотечение, боль, судороги). Небольшие объекты с размерами, как небольшой кал, с меньшей вероятностью могут застрять, чем средние или крупные объекты, так как их обычно можно удалить, вызвав дефекацию. Безопаснее, если часть объекта, которую возможно схватить, останется вне тела.

## Гигиена
Биологическая функция ануса заключается в удалении кишечного газа и фекалий из организма; следовательно, при анальной мастурбации важна гигиена. На предметы перед введением можно надеть презерватив, а после использования выбросить. Чтобы свести к минимуму потенциальную передачу микробов между половыми партнёрами, существуют рекомендованные медработниками практики безопасного секса. Может появиться оральная или вагинальная инфекция, аналогично практикам из ануса в рот и анилингус.